# Белградський ліцей

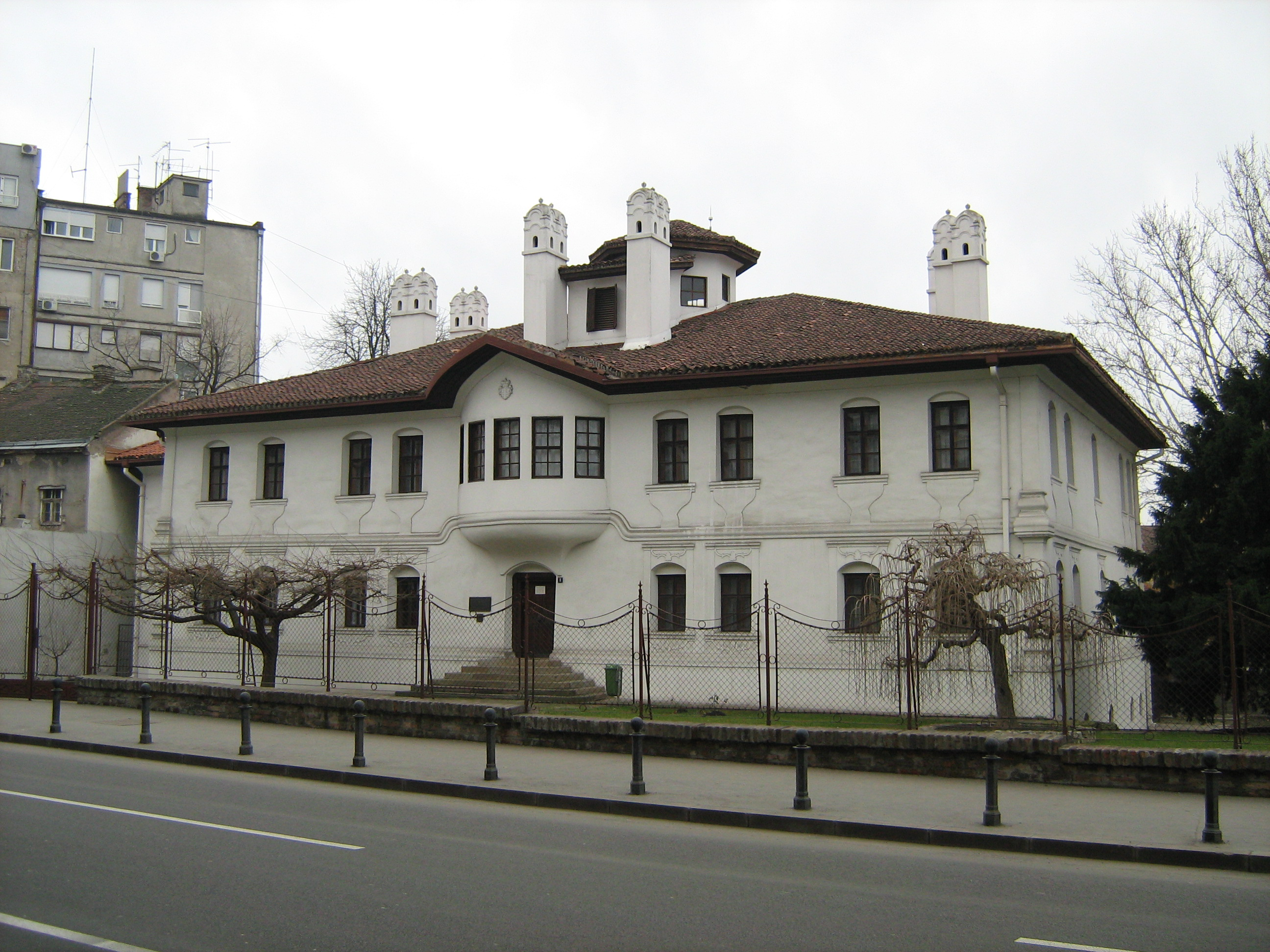
Палац княгині Любіци, місце розташування Белградського ліцею у період 1844—1863 років

Белградський ліцей (серб. Београдски Лицеј) — ліцей, що діяв у Сербському князівстві, перший вищий навчальний заклад з навчанням на сербській мові. Заснований у 1838 році князем Милошем Обреновичем у місті Крагуєваць. Пізніше перенесений до Белграду, де розташовувався у Палаці княгині Любіци аж до 1863 року, після чого був перетворений у Вищу школу.

## Історія
1 липня 1838 року князь Милош Обренович видав указ про створення у місті Крагуєваць ліцею зі строком навчання від чотирьох до шести років для молодих людей у віці 17—22 років — спочатку в навчальну програму, розроблену Міністерством освіти, входили такі дисципліни як філософія, історія, математика, статистика, німецька мова та малювання. У вересні князь затвердив запропонований навчальний план, і з 1 жовтня почалися заняття. Першими викладачами виступили професори Петар Радованович та Афанасій Торович, на посаду ректора призначили Атанасіє Ніколіча, який склав для ліцею власні підручники. У першому наборі до ліцею поступила 21 особа, 17 з них пройшли навчання до кінця. У другому навчальному році до програми були додатково включені фізика, геометрія та французька мова. Потім у 1840 році як обов'язкову дисципліну стали викладати основи православ'я.
У 1841 році у ліцеї окрім філософського з'явився юридичний факультет, навчальний заклад перемістили до Белграду, де він розташовувався спочатку у приватному будинку, а з 1844 року — у Палаці княгині Любіци. У 1845 році за сприяння професора Вука Маринковича у ліцеї зібрано комплект сучасних контрольно-вимірювальних приладів для занять з фізики. У 1853 році до філософського та юридичного факультету додали технічний факультет. У цей період у ліцеї викладали багато відомих вчених та педагогів, серед яких Константин Бранкович, Йован Стерія-Попович, Матія Бан, Джуро Данічич, Йосиф Панчич, Панта Сречкович, Любомир Ненадович, Матфей Ненадович та ін.
Відомо, що протягом 25 років слухачами ліцею були 1216 осіб. Далеко не всі з них змогли дійти до випускних іспитів, деякі були вимушені припинити навчання через проблеми зі здоров'ям, деяких відраховували з фінансових причин. Після випуску особливо талановиті студенти удостоювалися державної стипендії, яка дозволяла їм продовжити навчання за кордоном. У період 1847—1851 років у ліцеї діяла «Дружина сербської молоді», добровільне об'єднання студентів — ця ініціатива була згодом заборонена Державною радою за критику на адресу уставобранітелів.
У 1863 році ліцей переїхав до нової будівлі, збудованої за фінансової підтримки капітана Міши Анастасієвича, та був реорганізований у Вищу школу, яка у 1905 році стала основою Белградського університету.

## Викладачі ліцею

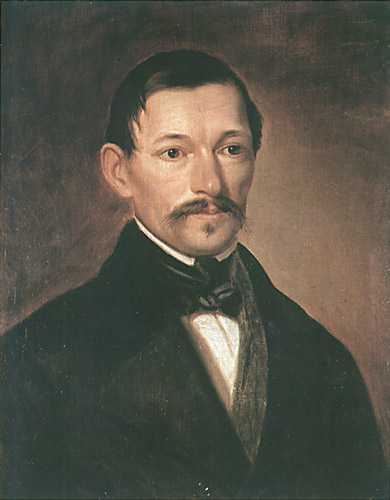
Йован Стерія-Попович
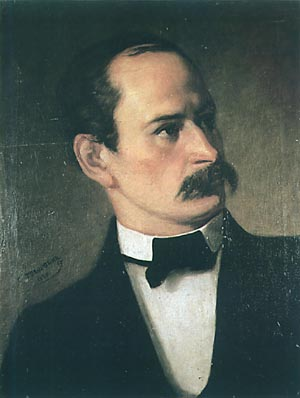
Джуро Даничич
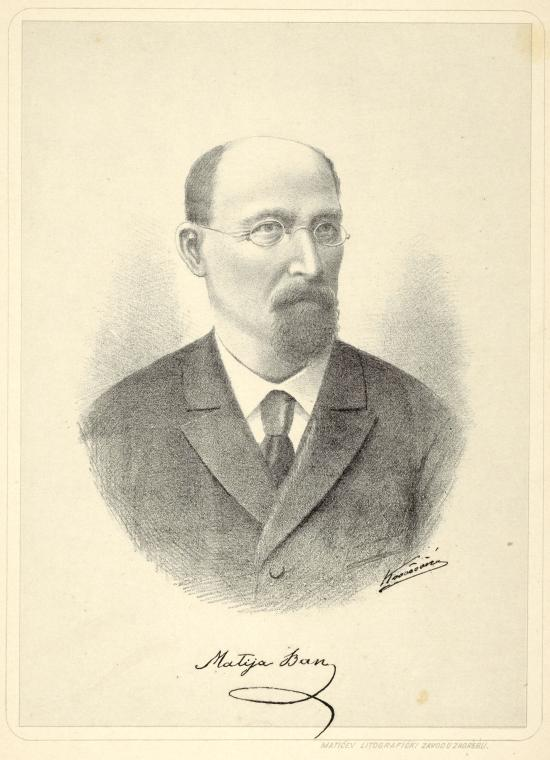
Матія Бан
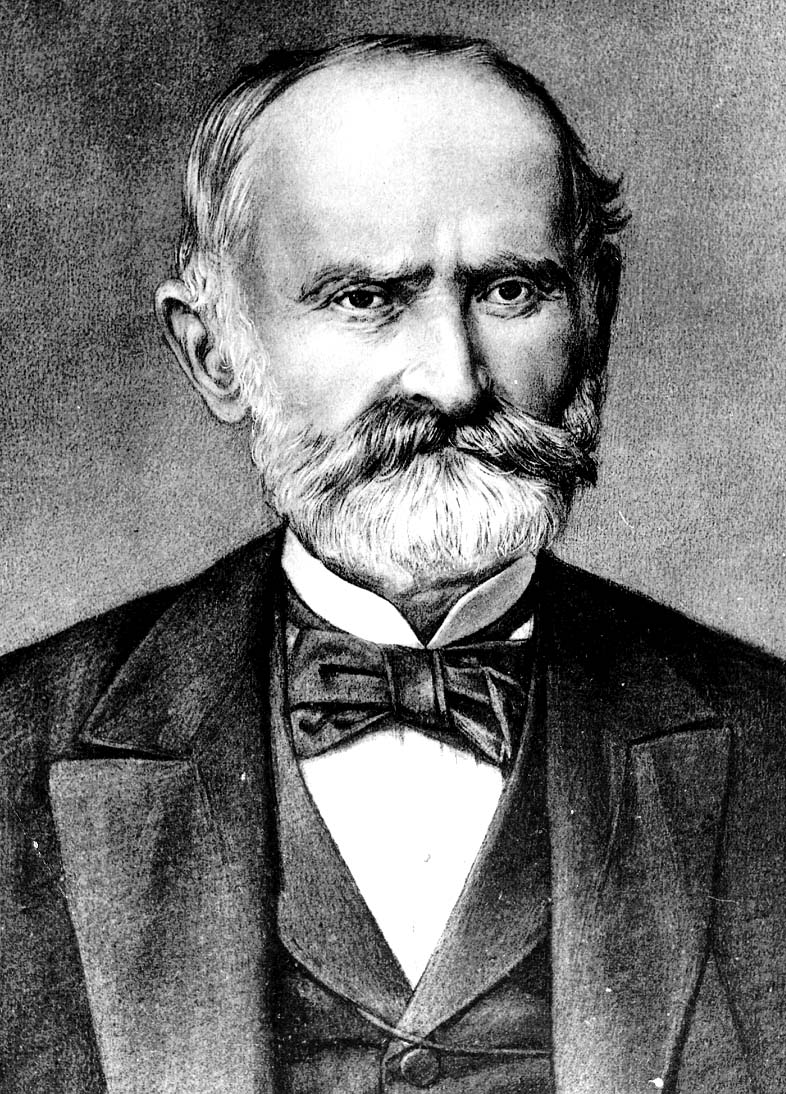
Йосиф Панчич
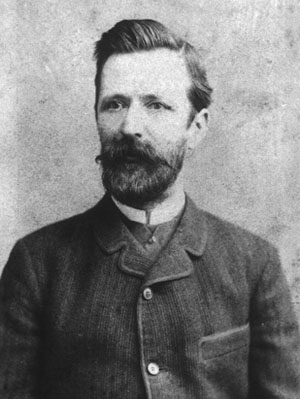
Дімітріе Нешич
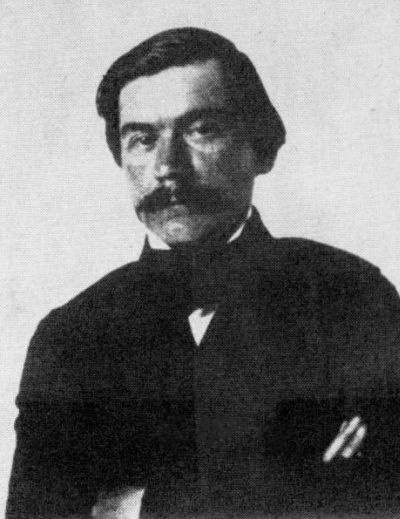
Любомир Ненадович
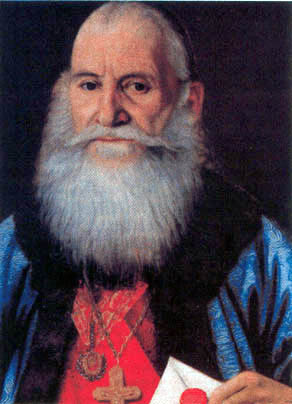
Матфей Ненадович